# Plum Island (New York)
Plum Island è un'isola facente parte del villaggio di Southold, nella Contea di Suffolk, nello Stato di New York. L'isola si trova nella Baia Gardiner, ad est di Orient Point, al largo della costa di Long Island.
Il centro di ricerca Plum Island Animal Disease Center si trova nell'Isola Plum. Il centro conduce ricerche sui patogeni animali per istituire provvedimenti e terapie per proteggere agricoltori, allevatori, e tutelare la produzione alimentare della nazione. Per la natura di queste ricerche, è ristretto (anzi proibito) l'accesso all'isola e al centro di ricerche.

## Storia
L'11 agosto del 1775, il generale David Wooster inviò 120 soldati all'isola, allora nota come Plumb Island, che vennero accolti da un intenso fuoco di carabina da parte degli inglesi. Dopo aver risposto al fuoco i soldati independentisti si ritirarono verso Long Island. Anche se non si ebbero vittime, si pensa che questa breve scaramuccia abbia parecchi primati:
- primo scontro tra l'Esercito continentale e le giubbe rosse durante la guerra d'indipendenza americana;
- le cannonate tra le navi britanniche e le scialuppe da sbarco americane furono la prima battaglia navale della storia dell'esercito statunitense;
- si crede sia il primo assalto anfibio compiuto da un esercito americano.

Il faro storico di Plum Island si trova nell'isola. Il primo faro venne costruito per ordine di George Washington nel 1789. Il faro serviva per indicare la posizione di turbolente onde e correnti di marea oltre che bassifondi.
Nel 1954 il Department of Agriculture ottenne la custodia dell'isola, e vi stabilì il Plum Island Animal Disease Center.
Nel 2003 il Dipartimento della sicurezza interna degli Stati Uniti d'America prese la giurisdizione sull'isola e le sue installazioni; il Dipartimento dell'Agricoltura continua ad operare sull'isola.

## Plum Island nella cultura di massa
- Il libro Morte a Plum Island è un romanzo dell'autore Nelson DeMille, nativo di Long Island, che ambienta alcuni capitoli del suo libro sull'isola.
- Il libro Il silenzio degli innocenti (1989) menziona "Plum Island" come un possibile prossimo sito di detenzione per il personaggio del cannibale Hannibal Lecter. Il cannibale deride l'isola chiamandola "Anthrax Island".
- Il libro Lab 257 di Michael Carroll, Ph.D., tratta alcuni aspetti del "Plum Island Animal Disease Center".
- La serie televisiva americana American Horror Story ritrae l'isola nell'undicesima stagione ''NYC'' (2022).